# Murielle Lemay
Murielle Lemay (1990) is een Canadese componiste, gevestigd in België.

## Biografie
Murielle Lemay studeerde eerst compositie aan de McGill University (Montreal, Canada) bij Jean Lesage, later aan het Koninklijk Conservatorium Brussel bij Annelies Van Parys. Ze volgde diverse masterclasses bij Denys Bouliane, Brian Cherney, and Philippe Leroux. Daarnaast nam ze deel aan de Darmstädter Ferienkurse en aan de SoundMine compositiestage, begeleid door onder andere Wim Henderickx.
Haar werk werd reeds uitgevoerd door onder andere Irvine Arditti, Meitar Ensemble, McGill Brass Ensemble, Antwerp Symphony Orchestra en Symfonieorkest Vlaanderen. In 2025 werd haar orkestwerk Augur (2023) geprogrammeerd op de World New Music Days in Portugal.

## Werkbespreking
Murielle Lemay schrijft zowel voor solo-instrumenten als orkest. Haar muzikale taal wordt steeds gekenmerkt door heldere, melodische lijnen en gevarieerde muzikale kleuren, waarvoor ze gebruik maakt van bijzondere speeltechnieken en/of instrumentale combinaties.
In Cyclus II (2020) voor fluitsolo inspireerde ze zich op het metrum en frasering van een kort Frans gedicht om de beleving van uitgestrekte waterlandschappen in klank te kunnen vatten.
Met het orkestwerk Augur (2023) wil Murielle Lemay onze huidige tijdsgeest verklanken: turbulentie en sereniteit wisselen elkaar af. De titel verwijst naar de Auguren in het Oude Rome, waarvan geloofd werd dat ze de wil van de Goden konden aflezen aan de vlucht van de vogels. Tegelijk is Augur ook een knipoog naar Antonín Dvořáks Zevende Symfonie, waaruit ze muzikale thema’s en harmonieën citeert. Murielle Lemay componeerde deze compositie tijdens haar deelname aan de SOV Composers’ Academy. Het werd voor het eerst gecreëerd door het Symfonieorkest Vlaanderen onder leiding van Martijn Dendievel, waar het geprogrammeerd werd naast Dvořáks Zevende Symfonie.